# Tetrocycloecia
Tetrocycloecia is een geslacht van mosdiertjes uit de familie van de Cerioporidae en de orde Cyclostomatida. De wetenschappelijke naam ervan werd in 1917 voor het eerst geldig gepubliceerd door Canu.

## Soorten
- Tetrocycloecia flabellaris Canu & Bassler, 1929
- Tetrocycloecia magna (O'Donoghue & O'Donoghue, 1923)
- Tetrocycloecia neozelanica (Busk, 1879)
- Tetrocycloecia parapelliculata (Taylor, Schembri & Cook, 1989)
- Tetrocycloecia parvula Canu & Bassler, 1929
- Tetrocycloecia pelliculata (Waters, 1879)
- Tetrocycloecia ramosa Canu & Bassler, 1929